# Aberdeen City
Aberdeen City (innan 1995 City of Aberdeen) är en av Skottlands kommuner belägen i den östra delen av Skottland. Med undantag för kustremsan ligger kommunen helt omgiven av kommunen Aberdeenshire. Kommunen har status som city men innehåller fler orter än bara Aberdeen.

## Orter
- Aberdeen
- Bridge of Don
- Cove Bay
- Cults
- Dyce
- Kingswells
- Milltimber
- Peterculter